# ポワンソーの楕円体
古典力学において ポワンソーの楕円体(Poinsot's ellipsoid)あるいは慣性楕円体とは、外部トルクが作用せず自由回転する剛体の運動を可視化するポワンソーの作図法において用いられる楕円体である。この運動では、運動エネルギーおよび慣性座標系から見た角運動量の3成分の合計4つの量が保存される。回転体の角速度ベクトル {\displaystyle {\boldsymbol {\omega }}} は一定ではないが オイラーの運動方程式を満たしている。ルイ・ポワンソーは、運動エネルギーと角運動量保存の法則を、角速度ベクトル {\displaystyle {\boldsymbol {\omega }}} に対する拘束条件とみなすことで、これらの方程式を陽に解くことなく角速度ベクトルの先端の描く軌跡を幾何学的に表現することに成功した。慣性楕円体が軸対称である場合(2つの慣性モーメントが等しい場合)、ベクトル{\displaystyle {\boldsymbol {\omega }}}の通過する領域は円錐面となり、端点は円を描く。これは回転軸の歳差運動を表している。

## ポワンソーの作図法
ルイ・ポワンソーは、剛体の自由回転が、主慣性モーメントによって決まる慣性主軸に固定された楕円体が、空間上に固定されたある平面状を転がる運動であると幾何学的に示した。以下にその手順を述べる。

### 運動エネルギー保存の拘束
外部トルクが作用しない場合、運動エネルギー {\displaystyle T\ } は保存される。
{\displaystyle {\frac {dT}{dt}}=0}
運動エネルギーは慣性モーメント {\displaystyle {\boldsymbol {I}}} および角速度ベクトル {\displaystyle {\boldsymbol {\omega }}} によって記述することができる
{\displaystyle T={\frac {1}{2}}{\boldsymbol {\omega }}\cdot {\boldsymbol {I}}\cdot {\boldsymbol {\omega }}={\frac {1}{2}}I_{1}\omega _{1}^{2}+{\frac {1}{2}}I_{2}\omega _{2}^{2}+{\frac {1}{2}}I_{3}\omega _{3}^{2}}
ここで {\displaystyle \omega _{k}\ } は角速度ベクトル {\displaystyle {\boldsymbol {\omega }}} の慣性主軸座標系からみた各成分、{\displaystyle I_{k}\ } は主慣性モーメントである。こうして、運動エネルギー保存則は3次元の角速度ベクトル {\displaystyle {\boldsymbol {\omega }}} に対して拘束を与えている。慣性主軸座標系では、以下で表される楕円面上に留まる。
{\displaystyle T={\frac {1}{2}}I_{1}\omega _{1}^{2}+{\frac {1}{2}}I_{2}\omega _{2}^{2}+{\frac {1}{2}}I_{3}\omega _{3}^{2}}
この楕円体はポワンソーの楕円体または慣性楕円体と呼ばれ、任意の剛体に対してただ一つ決まり、剛体とともに回転する。
楕円体の軸長は主慣性モーメントの半分の長さとなる。角速度ベクトル {\displaystyle {\boldsymbol {\omega }}} はこの楕円面上を運動するが、楕円面上に描く軌跡は ポルホード(ギリシャ語でポールの軌跡の意)と呼ばれ、一般に円形またはタコシェルの淵をなぞった形となる。

### 角運動量による拘束
外部トルクが無い場合、角運動量ベクトル {\displaystyle {\boldsymbol {L}}} は 慣性座標系 において保存される。
{\displaystyle {\frac {d{\boldsymbol {L}}}{dt}}=0}
角運動量ベクトル {\displaystyle {\boldsymbol {L}}} は、慣性テンソル {\displaystyle {\boldsymbol {I}}} と角速度ベクトル {\displaystyle {\boldsymbol {\omega }}} を用いて表すこともできる。
{\displaystyle {\boldsymbol {L}}={\boldsymbol {I}}\cdot {\boldsymbol {\omega }}}
ここで各成分は、慣性座標系における値である。これより運動エネルギーは角速度と角運動量の内積として表される。
{\displaystyle T={\frac {1}{2}}{\boldsymbol {\omega }}\cdot {\boldsymbol {L}}}
角運動量ベクトル {\displaystyle {\boldsymbol {L}}} は慣性座標系において不変であるから、これは角速度ベクトル {\displaystyle {\boldsymbol {\omega }}} が絶対空間に固定された平面上に拘束されていることを表している。この平面は 不変平面 と呼ばれ、法線ベクトルは {\displaystyle {\boldsymbol {L}}} の定数倍である。角速度ベクトル {\displaystyle {\boldsymbol {\omega }}} によってこの不変平面に描かれる軌跡は ハーポルホード (ギリシャ語で "蛇の軌跡" の意)と呼ばれ、一般には閉曲線にはならない。

### 接触条件の導出
以上の2つの拘束はそれぞれ異なる座標系において表されている。楕円面上の拘束は回転する慣性主軸座標系において、不変平面の拘束は絶対空間においてである。これらの拘束を関連付けるために、運動エネルギー T の角速度 {\displaystyle {\boldsymbol {\omega }}} に関する勾配が角運動量ベクトル {\displaystyle {\boldsymbol {L}}} に一致することを利用する。
{\displaystyle {\frac {dT}{d{\boldsymbol {\omega }}}}={\boldsymbol {I}}\cdot {\boldsymbol {\omega }}={\boldsymbol {L}}}
この式は、慣性座標系および慣性主軸座標系のいずれにおいても成り立つことに注意する。慣性主軸座標系で見れば、ポワンソーの楕円体の、点 {\displaystyle {\boldsymbol {\omega }}} における法線ベクトルが {\displaystyle {\boldsymbol {L}}} の定数倍であることがわかる。一方、慣性座標系で見れば、不変平面の法線ベクトルが {\displaystyle {\boldsymbol {L}}} の定数倍となっていることがわかる。それぞれの法線ベクトルが共通のベクトル  {\displaystyle {\boldsymbol {L}}} の定数倍であるので、楕円体と不変平面は点 {\displaystyle {\boldsymbol {\omega }}} において接することがわかる。
これが ポワンソーの作図法 である。

## ポルホードの導出
慣性主軸座標系においては角運動量ベクトル {\displaystyle {\boldsymbol {L}}} は外部トルクが作用していなくても保存されず、オイラーの運動方程式 に従って動き回る。しかし、角運動量ベクトル {\displaystyle L\ } の絶対値と運動エネルギー {\displaystyle T\ } はともに保存される。
{\displaystyle L^{2}=L_{1}^{2}+L_{2}^{2}+L_{3}^{2}}
{\displaystyle T={\frac {L_{1}^{2}}{2I_{1}}}+{\frac {L_{2}^{2}}{2I_{2}}}+{\frac {L_{3}^{2}}{2I_{3}}}}
ここで {\displaystyle L_{k}\ } は慣性主軸座標系における角運動量の各成分、{\displaystyle I_{k}\ } は主慣性モーメントの各成分である。これら2つの保存則は角運動量ベクトル {\displaystyle {\boldsymbol {L}}} に対して2つの拘束を与えている。すなわち、運動エネルギー則は {\displaystyle {\boldsymbol {L}}} が楕円面上にある拘束を与え、角運動量の保存則は {\displaystyle {\boldsymbol {L}}} が 球面 上にあることを示している。これら2つの曲面はタコシェル形の曲線において交わり、それが {\displaystyle {\boldsymbol {L}}} の解となる。
この導出では角運動量ベクトル {\displaystyle {\boldsymbol {L}}} を考慮するため、角速度ベクトル {\displaystyle {\boldsymbol {\omega }}} に着目したポワンソーの作図法とは異なる。これは ジャック・フィリップ・マリー・ビネ によって導かれた。